# James W. Throckmorton

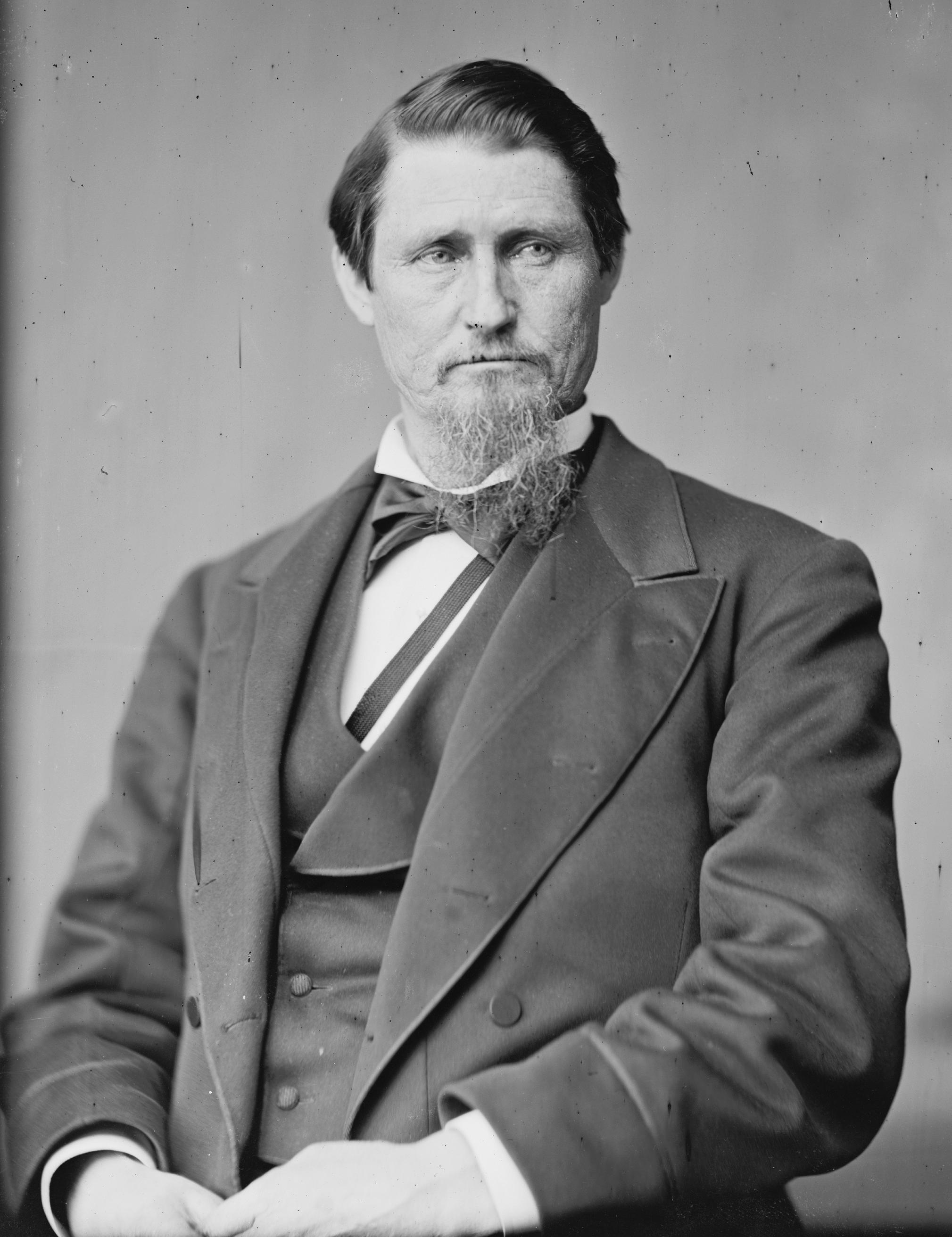
James W. Throckmorton

James Webb Throckmorton (* 1. Februar 1825 in Sparta, White County, Tennessee; † 21. April 1894 in McKinney, Texas) war ein US-amerikanischer Mediziner, Jurist, Politiker und der 13. Gouverneur des Bundesstaates Texas.
Throckmorton wurde als Sohn von Elizabeth (Webb) und William Edward Throckmorton in Tennessee geboren, wo sein Vater als Mediziner arbeitete. 1836 zog die Familie nach Fayetteville, Arkansas, wo sein Vater eine neue Praxis eröffnete. 1842 zogen sie dann nach Texas, wo sein Vater nach kurzer Krankheit verstarb und James zuerst für die Familie sorgen musste. Als die Familie gesichert war, verließ er Texas und studierte Medizin in Princeton, Kentucky, wo er bis zum Ausbruch des Mexikanisch-Amerikanischen Krieges blieb. Er kehrte nach Texas zurück und trat im Februar 1847 der Armee bei. 1848 heiratete er Annie Rattan in Illinois, mit der er später zehn Kinder hatte, kehrte mit ihr nach Texas zurück und eröffnete etwas außerhalb von McKinney seine erste Arztpraxis. Binnen kürzester Zeit wurde er ein angesehenes Mitglied der Gesellschaft, investierte in Immobilien, studierte Jura und engagierte sich in der Kirche.
Obwohl er ein erfolgreicher Arzt war, trat er in die Anwaltskanzlei R. DeArmond and Thomas Jefferson Brown bei und arbeitete weiterhin als Rechtsanwalt. Da sich Throckmorton schon immer für Politik interessierte, trat er den Whigs bei und wurde 1851 das erste Mal von drei Amtsperioden als Vertreter des 25. Distrikts in das Repräsentantenhaus von Texas gewählt. Er setzte sich vor allem für den Aufbau öffentlicher Schulen und ein landesweites Eisenbahnnetz ein. 1857, mittlerweile Mitglied der Demokraten, wurde er in den Senat von Texas gewählt. Am 9. August 1866 wurde er als Nachfolger von Andrew Jackson Hamilton zum Gouverneur von Texas gewählt und blieb es bis zum August 1867, als er durch General Philip Sheridan dieses Postens enthoben wurde. Sein Nachfolger wurde Elisha M. Pease.
Anschließend praktizierte er zunächst wieder als Jurist im Collin County, ehe er am 4. März 1875 nach erfolgreicher Wahl ins Repräsentantenhaus der Vereinigten Staaten einzog. Er vertrat dort bis zum 3. März 1879 zunächst den dritten Wahlbezirk seines Staates. Nachdem er im Jahr 1878 auf eine Wiederwahl verzichtet hatte, trat er 1882 noch einmal im fünften Distrikt von Texas an und war wiederum erfolgreich, woraufhin er bis zum 3. März 1887 zwei weitere Legislaturperioden im Kongress verbringen konnte. Zwischenzeitlich war 1881 eine Kandidatur für den US-Senat gescheitert. Im Juni 1892 war er Delegierter zur Democratic National Convention in Chicago, auf der Grover Cleveland zum dritten Mal in Folge als Präsidentschaftskandidat nominiert wurde.
Nach seinem Tod errichteten die Bürger von McKinney ihm zu Ehren ein Denkmal mit der Inschrift: A Tennesseean by Birth, a Texan by Adoption.